# Saint-Didier-de-la-Tour

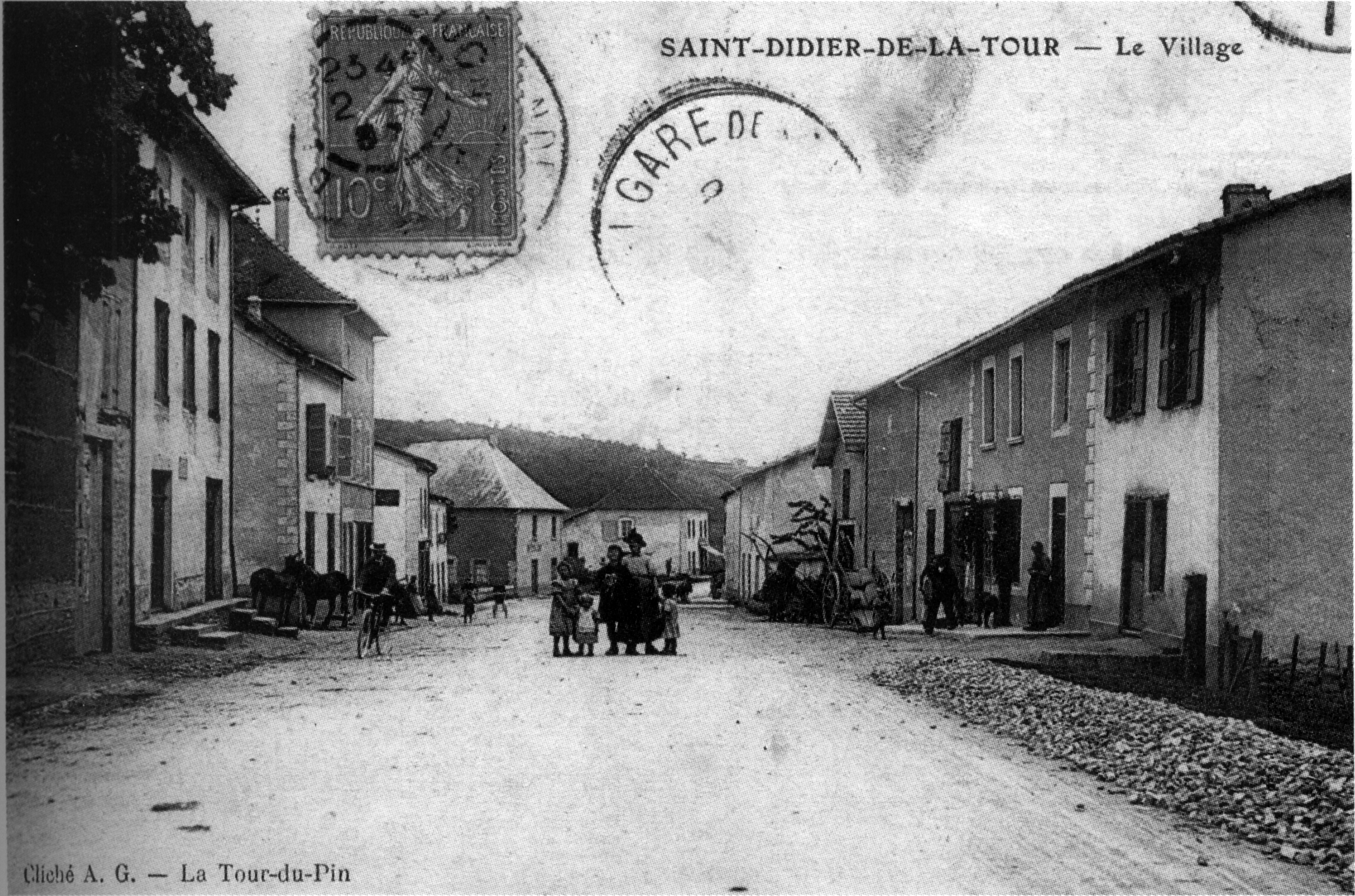
Le cœur du village, en 1907

Saint-Didier-de-la-Tour est une commune française située dans le département de l'Isère en région Auvergne-Rhône-Alpes.
Située dans la petite région du Nord-Isère, la petite commune, à l'aspect encore très rurale, est adhérente à la Communauté de communes Les Vals du Dauphiné dont le siège est fixé à La Tour-du-Pin.
Ses habitants sont appelés les Cassolards,,, le village ayant été longtemps surnommé La Cassôla, en raison d’une source au canon (tige de roseau) de laquelle on avait, « pour en user, placé une petite casserole ». L’importante fréquentation due aux mines de lignite et au passage de la route nationale, la source étant l'unique point d’eau en faisait un lieu fort fréquenté et haut en couleur.

## Géographie

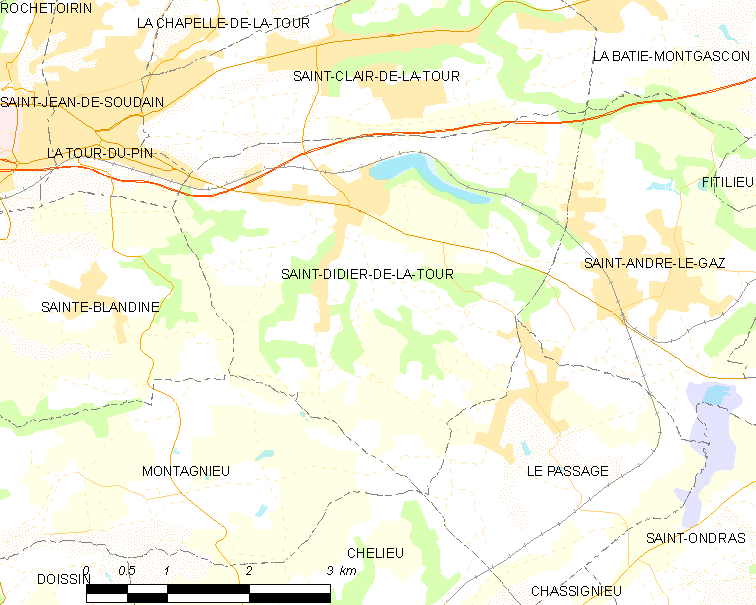
Plan de la commune et des communes limitrophes

### Localisation
Le territoire de Saint-Didier-de-la-Tour se situe dans la partie septentrionale du département de l'Isère, légèrement à l'est de l'agglomération de La Tour-du-Pin. Son territoire est traversé par l'autoroute qui relie Lyon à Chambéry et la voie ferrée qui relie Lyon à Grenoble.
Le centre-ville (bourg de Saint-Didier) se situe (par la route) à 58 km du centre de Lyon, préfecture de la région Auvergne-Rhône-Alpes et à 70 km de Grenoble, préfecture du département de l'Isère, ainsi qu'à 345 km de Marseille et 528 km de Paris.
Le territoire de la commune est limitrophe de ceux de sept communes :
| La Tour-du-Pin  | Saint-Clair-de-la-Tour  |                    |
|                 | Saint-Didier-de-la-Tour | Saint-André-le-Gaz |
| Sainte Blandine | Montagnieu, Chélieu     | Le Passage         |

Les limites des territoires des communes de Saint-Didier-de-la-Tour, Le Passage, Chélieu et Montagnieu forment un quadripoint au niveau du lieu-dit Les Alphands.

### Géologie et relief
Le territoire de Saint-Didier-de-la-Tour se positionne entre la plaine de Lyon et les collines du Bas-Dauphiné qui bordent les Terres froides, secteur formé par les moraines des glaciers de l'époque quaternaire déposées sur un bloc molassique.

### Hydrographie
Cours d'eau
Le territoire communal est sillonné par le ruisseau Jaillet et le ruisseau des moulins, d'une longueur de 5 km, deux affluents de la Bourbre, sillonnent le territoire de Saint-Didier-de-la-Tour.
Plans d'eau
Le lac de Saint-Félix d’une superficie d'environ 21,5 ha est situé au nord de la commune, à proximité de la voie ferrée et de l'autoroute A43 qui relie Lyon à Chambéry.

### Climat
Pour des articles plus généraux, voir Climat d'Auvergne-Rhône-Alpes et Climat de l'Isère.
En 2010, le climat de la commune est de type climat océanique altéré, selon une étude du Centre national de la recherche scientifique s'appuyant sur une série de données couvrant la période 1971-2000. En 2020, Météo-France publie une typologie des climats de la France métropolitaine dans laquelle la commune est exposée à un climat de montagne ou de marges de montagne et est dans la région climatique  Alpes du nord, caractérisée par une pluviométrie annuelle de 1 200 à 1 500 mm, irrégulièrement répartie en été. 
Pour la période 1971-2000, la température annuelle moyenne est de 10,8 °C, avec une amplitude thermique annuelle de 17,7 °C. Le cumul annuel moyen de précipitations est de 1 128 mm, avec 10,3 jours de précipitations en janvier et 7,2 jours en juillet. Pour la période 1991-2020, la température moyenne annuelle observée sur la station météorologique de Météo-France la plus proche, « Pont-de-Beauvoisin », sur la commune du Pont-de-Beauvoisin à 15 km à vol d'oiseau, est de 11,8 °C et le cumul annuel moyen de précipitations est de 1 166,3 mm,. Pour l'avenir, les paramètres climatiques de la commune estimés pour 2050 selon différents scénarios d'émission de gaz à effet de serre sont consultables sur un site dédié publié par Météo-France en novembre 2022.

## Urbanisme

### Typologie
Au 1er janvier 2024, Saint-Didier-de-la-Tour est catégorisée commune rurale à habitat dispersé, selon la nouvelle grille communale de densité à sept niveaux définie par l'Insee en 2022.
Elle appartient à l'unité urbaine de La Tour-du-Pin, une agglomération intra-départementale regroupant 15  communes, dont elle est une commune de la banlieue,,. Par ailleurs la commune fait partie de l'aire d'attraction de La Tour-du-Pin, dont elle est une commune de la couronne,. Cette aire, qui regroupe 4 communes, est catégorisée dans les aires de moins de 50 000 habitants,.

### Occupation des sols

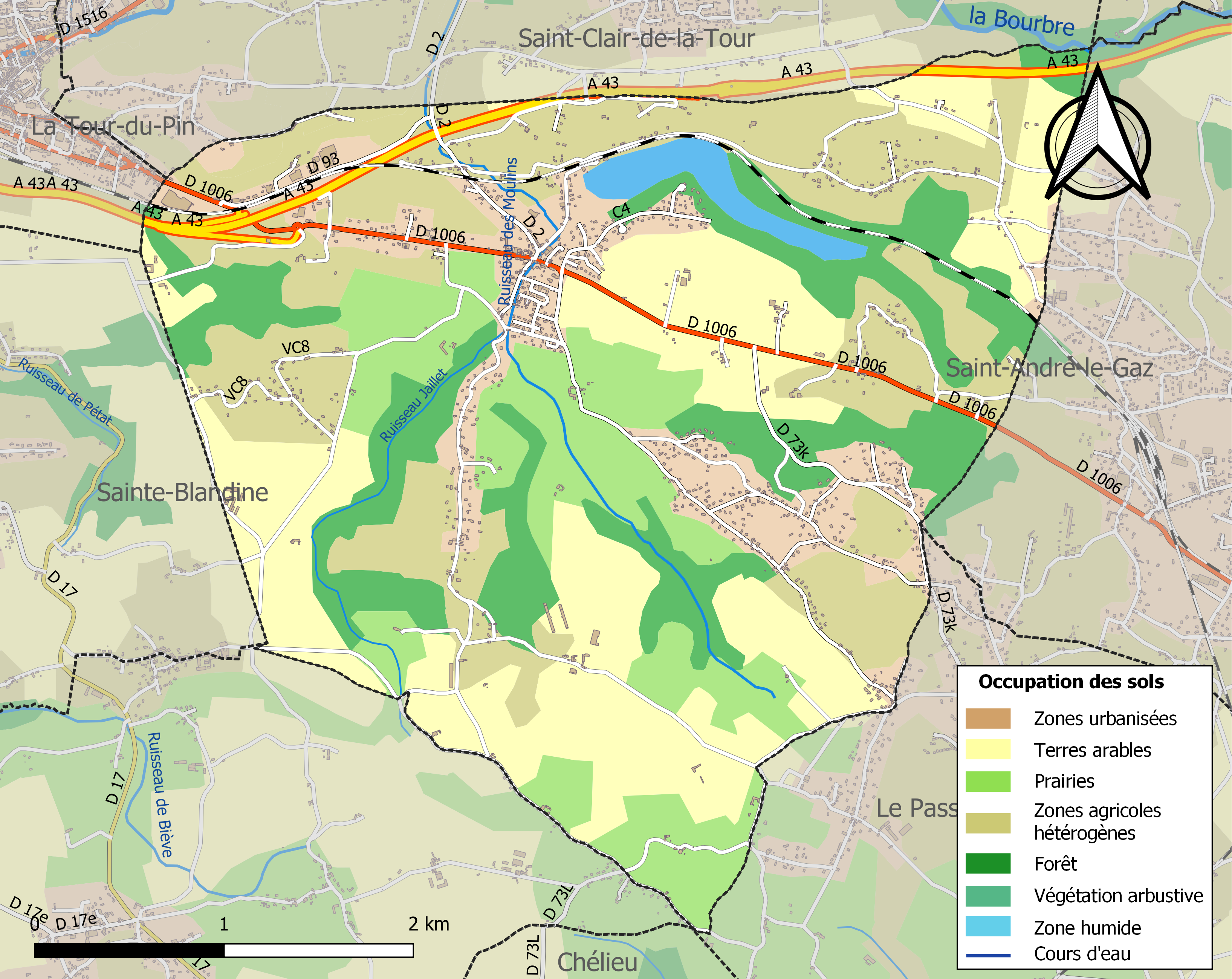
Carte des infrastructures et de l’occupation des sols en 2018 de la commune de fr:Saint-Didier-de-la-Tour

L'occupation des sols de la commune, telle qu'elle ressort de la base de données européenne d’occupation biophysique des sols Corine Land Cover (CLC), est marquée par l'importance des territoires agricoles (69,3 % en 2018), en diminution par rapport à 1990 (75 %). La répartition détaillée en 2018 est la suivante : 
zones agricoles hétérogènes (27,7 %), terres arables (26,5 %), forêts (17,3 %), prairies (15,1 %), zones urbanisées (11,7 %), eaux continentales (1,8 %).L'IGN met par ailleurs à disposition un outil en ligne permettant de comparer l’évolution dans le temps de l’occupation des sols de la commune (ou de territoires à des échelles différentes). Plusieurs époques sont accessibles sous forme de cartes ou photos aériennes : la carte de Cassini (XVIIIe siècle), la carte d'état-major (1820-1866) et la période actuelle (1950 à aujourd'hui).

### Hameaux, lieux-dits et écarts
Voici, ci-dessous, la liste la plus complète possible des divers hameaux, quartiers et lieux-dits résidentiels urbains comme ruraux qui composent le territoire de la commune de Saint-Didier-de-la-Tour, présentés selon les références toponymiques fournies par le site géoportail de l'Institut géographique national. 
| - la Ferrossière - les Ayes - le Loup - le Bois Picot - Château et ferme de Pin - les Morts - le Suyet | - Ruijaillet - le Seillier - Grande Côte - le Chemin - la Maison Blanche - Colombier - les Échanges | - Cassole - les Variots - Monsieur Lièvre - le Molard (la Fauconnière) - Le Maudit (Tourbière du Pré Maudit) - Chataigneraie de Bise - Marleyzet | - le Mortier - le Gay - le Fajay - Demptézieu - Ferme du Corza - la Mure (Château) - Champ Bognon |

### Voies de communication
Le territoire de la commune de La Tour-du-Pin se situe sur les axes suivants :

#### Voies autoroutières
L'autoroute A43, voie autoroutière qui relie la commune à Lyon et à Chambéry, mais également à l'A48 qui la relie à Grenoble grâce un échangeur situé entre la Tour-du-Pin et Bourgoin-Jallieu.
Une sortie autoroutières dessert directement la commune :
- 9.1 : La Tour-du-Pin-Est (sens Lyon-Chambéry)

#### Routes à grandes circulation
La route départementale 1006 (RD 1006) qui correspond à l'ancienne l'ancienne RN 6 reclassée en route départementale, relie la commune avec les communes de Bourgoin-Jallieu, et La Tour-du-Pin se dirigeant vers Lyon et Pont-de-Beauvoisin, en se dirigeant vers Chambéry.

### Risques naturels et technologiques

#### Risques naturels et industriel
L'exploitation de mines de lignite mobilisait jusqu'à 600 mineurs. Celle-ci ont été exploitées jusqu’à la Première Guerre mondiale puis elles furent abandonnées. En 2008, le préfet de l’époque prit un arrêté interdisant toute nouvelle construction.

#### Risques sismiques
La totalité du territoire de la commune de Saint-Didier-de-la-Tour est située en zone de sismicité n°3, comme la plupart des communes de son secteur géographique.
| Type de zone | Niveau            | Définitions (bâtiment à risque normal) |
| ------------ | ----------------- | -------------------------------------- |
| Zone 3       | Sismicité modérée | accélération = 1,1 m/s2                |

## Toponymie
Selon André Planck, auteur d'un livre sur la toponymie des communes de l'Isère, Saint-Didier-de-la-Tour, au temps de l'Ancien Régime, se dénommait « Saint-Didier-de-Pin ». Durant la Révolution française, la référence aux saints fut abolie et la commune s'est dénommée Mont-Didier, puis dès le consulat, elle prit son nom actuel en raison de sa proximité avec La Tour-du-Pin. Le nom de Saint-Didier est liée à Didier de Vienne disciple de saint Syagre et évêque de Vienne en Dauphiné en 596.

## Histoire

### Préhistoire et Antiquité
Au début de l'Antiquité, le territoire des Allobroges s'étendait sur la plus grande partie des pays qui seront nommés plus tard la Sapaudia (ce « pays des sapins » deviendra la Savoie) et au nord de l'Isère.
Les Allobroges, comme bien d'autres peuples gaulois, sont une « confédération ». En fait, les Romains donnèrent, par commodité le nom d'Allobroges à l'ensemble des peuples gaulois vivant dans la civitate (cité) de Vienne, à l'ouest et au sud de la Sapaudia.

## Politique et administration

### Administration municipale
Peuplée de plus de 1500 habitants lors de l'élection de 2014, le conseil municipal de Saint-Didier-de-la-Tour compte dix-neuf membres (8 femmes et onze hommes) dont un maire, cinq adjoints au maire et treize conseillers municipaux. En outre, la commune compte trois représentants au conseil de la Communauté de communes Les Vallons de la Tour.

### Liste des maires
| Période                                  | Période   | Identité             | Étiquette | Qualité  |
| ---------------------------------------- | --------- | -------------------- | --------- | -------- |
| 1940                                     | 1953      | Joseph Fréchet       |           |          |
| 1953                                     | 1959      | André Jacquet        |           |          |
| 1959                                     | 1971      | Louis Rabatel        |           |          |
| 1971                                     | 1977      | Charles Gros         |           |          |
| 1977                                     | 1987      | Armand Sarra-Bournet |           |          |
| 1987                                     | mars 2001 | Joseph Monin         |           |          |
| mars 2001                                | 2020      | Gérard Vitte         | PS        | Retraité |
| 2020                                     | En cours  | Philippe Guerin      |           |          |
| Les données manquantes sont à compléter. |           |                      |           |          |

## Population et société

### Démographie
L'évolution du nombre d'habitants est connue à travers les recensements de la population effectués dans la commune depuis 1793. Pour les communes de moins de 10 000 habitants, une enquête de recensement portant sur toute la population est réalisée tous les cinq ans, les populations de référence des années intermédiaires étant quant à elles estimées par interpolation ou extrapolation. Pour la commune, le premier recensement exhaustif entrant dans le cadre du nouveau dispositif a été réalisé en 2005.

En 2022, la commune comptait 2 125 habitants, en évolution de +5,2 % par rapport à 2016 (Isère : +3,07 %, France hors Mayotte : +2,11 %).
| 1793 | 1800 | 1806 | 1821  | 1831  | 1836  | 1841  | 1846  | 1851  |
| ---- | ---- | ---- | ----- | ----- | ----- | ----- | ----- | ----- |
| 886  | 827  | 889  | 1 063 | 1 318 | 1 412 | 1 450 | 1 541 | 1 594 |

| 1856  | 1861  | 1866  | 1872  | 1876  | 1881  | 1886  | 1891  | 1896  |
| ----- | ----- | ----- | ----- | ----- | ----- | ----- | ----- | ----- |
| 1 594 | 1 550 | 1 450 | 1 488 | 1 486 | 1 376 | 1 361 | 1 308 | 1 243 |

| 1901  | 1906  | 1911  | 1921 | 1926 | 1931 | 1936 | 1946 | 1954 |
| ----- | ----- | ----- | ---- | ---- | ---- | ---- | ---- | ---- |
| 1 148 | 1 111 | 1 053 | 964  | 949  | 959  | 896  | 894  | 923  |

| 1962 | 1968 | 1975  | 1982  | 1990  | 1999  | 2005  | 2006  | 2010  |
| ---- | ---- | ----- | ----- | ----- | ----- | ----- | ----- | ----- |
| 925  | 949  | 1 116 | 1 127 | 1 310 | 1 419 | 1 621 | 1 630 | 1 813 |

| 2015  | 2020  | 2022  | - | - | - | - | - | - |
| ----- | ----- | ----- | - | - | - | - | - | - |
| 2 003 | 2 124 | 2 125 | - | - | - | - | - | - |

### Enseignement
La commune est rattachée à l'académie de Grenoble.

## Culture et patrimoine

### Lieux et monuments

#### Château de Pin
L'édifice est construit en 1674, à l'instigation et sur les plans de Jean de Vincent, conseiller du Roi de France et trésorier général de France « en la généralité du Dauphiné ». Les pierres servant à l'édification proviennent des ruines de l'ancien château de La Tour-du-Pin.
En 1730 le château et son domaine est racheté par Gaspard de Gallien de Cléret.
Le domaine du château comprend l'édifice lui-même, le parc et un ensemble de dépendances. Le bâtiment principal, de plan rectangulaire présente un corps central, assez étroit, légèrement surélevé et abritant une cave voûtée. Le bâtiment principal « comprend deux pièces uniques, au rez-de-chaussée et à l'étage et qui abritent le salon et la salle de réception, pièces entièrement habillées de boiseries ». Le troisième niveau, ajouté en 1840, « dispose d'une dizaine de chambres [avec également deux ailes], plus larges qui viennent s'ajouter au corps de logis central pour former saillie sur la façades orientale et la façade occidentale »

#### Les autres bâtiments
- L’église actuelle Saint-Didier de Saint-Didier-de-la-Tour fut décidée par l’abbé Vallet en 1840, construite en 1842 et consacrée le 24 octobre 1843.

L’église  initiale était située à proximité de la tour du Pin, dans le hameau actuel les Morts  à proximité de la voie ferrée et de la bretelle autoroutière. Il y demeure l’ancien presbytère, actuelle « maison Gros ».
- La maison forte de Maison Blanche, datant du XIIIe siècle, remaniée aux XVe et XVIe siècles[31],[32].
- La maison forte du Pin, datant du XVe siècle[32].

### Héraldique
|  | Saint-Didier-de-la-Tour possède des armoiries dont l'origine et le blasonnement exact ne sont pas disponibles. |